# Pavlína Moskalyková Solo
Pavlína Moskalyková Solo (* 22. listopadu 1960) je česká televizní scenáristka a režisérka. Jejím otcem byl televizní a filmový režisér Antonín Moskalyk.

## Život
Po studiu na FAMU se v roce 1990 provdala za Matthewa Sola (a přijala i jeho příjmení). Narodily se jim dvě dcery, Maya a Camille.

## Dílo
Působí na poli režijním i hereckém.
V roce 2006 (konkrétně 15. prosince) byla též hostem v pořadu Michala Prokopa Krásný ztráty.

### Scénář a režie

#### Česká tvorba
- 1986 – televizní film Případ Kolman
- 1987 – televizní balet Bella Mia Fiamma, Addio
- 1987 – televizní film Ryba ve čtyřech
- 1987 – televizní balet Harold v Itálii
- 1988 – televizní film Někdo schází u stolu
- 1991 – televizní film Mládí na prodej
- 1989 až 1994 – televizní seriál Dobrodružství kriminalistiky
- 1997 až 2007 – televizní seriál Četnické humoresky

#### Americká tvorba
- Visions of America[3]
- Babies for Babies[3]
- Sunsets by Candlelight[3]

### Herečka
- 1971 – film Babička